# Sekondi Hasaacas Football Club

Sekondi Hasaacas Football Club é um clube de futebol da associação profissional de Gana sediado em Sekondi-Takoradi . O clube venceu a Premier League de Gana em 1977.

## Títulos
| REGIONAL  | REGIONAL             | REGIONAL | REGIONAL   |
|           | Competição           | Títulos  | Temporadas |
| --------- | -------------------- | -------- | ---------- |
|           | Copa WAFU            | 1        | 1982.      |
| NACIONAIS |                      |          |            |
|           | Competição           | Títulos  | Temporadas |
| Gana      | Ghana Premier League | 1        | 1977.      |
| Gana      | Ghana FA Cup         | 1        | 1985.      |

### Destaques
Recopa Africana
- Vice campeão: 1981

Copa WAFU
- Vice campeão: 1983

Taça SWAG do Gana: 2
- 1982-83, 1983-84

Copa Telecom Gala: 1
- 1988